# Wróżba z orzechów włoskich

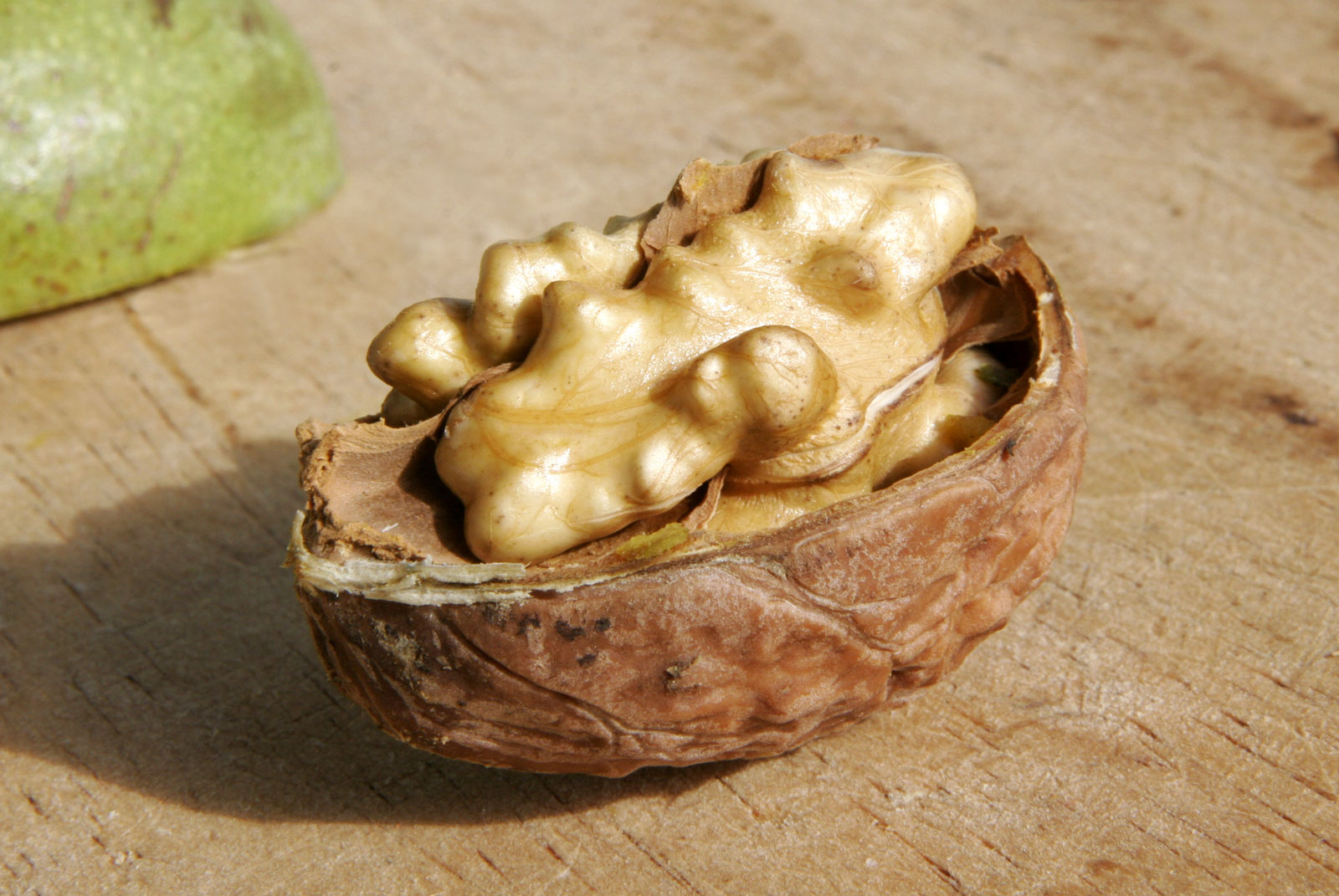
Orzech zdrowy - oznaka powodzenia

Wróżba z orzechów – tradycyjna wigilijna wróżba z terenu Górnego Śląska i Opolszczyzny. Wskazania wróżby miały przepowiedzieć powodzenie lub niepowodzenie w poszczególnych miesiącach lub porach następnego roku.
Do wróżby wybierano cztery lub dwanaście orzechów włoskich (liczba pór roku lub miesięcy). Po rozłupaniu skorupki symbolizujących kolejne pory lub miesiące orzechów sprawdzano czy jest on zdrowy, czy pusty lub sczerniały. Te, które nie były zdrowe wskazywały miesiące lub pory niepowodzeń, chorób albo innych nieszczęść.